# Seefeld în Tirol
Seefeld in Tirol este o comună în districtul Innsbruck, regiunea Tirol din Austria.